# Vitellaria
{{Speciesbox
| name = 
| image = Vitellaria paradoxa MS 6563.JPG
| image_caption = Дерево ши
| status = VU
| status_system  = iucn2.3
|display_parents = 2
|genus = Vitellaria
|parent_authority = C.F.Gaertn.
|species = paradoxa
|authority = C.F.Gaertn.
| synonyms = див. [[#Синоніми[синоніми]]
| subdivision_ranks = 
| subdivision = 
| range_map = Vitellaria paradoxa distribution.png
| range_map_caption = Мапа ареалу виду  
}}
Vitellaria paradoxa — тропічне дерево родини Сапотові, єдиний вид роду Vitellaria. Походить з Африки. Також відоме під назвами дерево ши (англ. shea) або карите́ (фр. karité). Плоди дерева використовуються в їжу, а також для виробництва олії.

## Розповсюдження
Vitellaria paradoxa росте у дикій природі у сухій африканській савані від Сенегалу на заході до Судану на сході та на підніжжі Ефіопського нагір'я. Цей вид зустрічається у 19 країнах африканського континенту: Беніні, Буркіна-Фасо, Камеруні, ЦАР, Чаді, Ефіопії, Гані, Гвінеї-Бісау, Кот-д'Івуарі, Малі, Нігері, Нігерії, Сенегалі, Сьєрра-Леоне, Південному Судані, Судані, Того, Уганді, ДР Конго і Гвінеї. Vitellaria paradoxa — один з ключових видів для традиційних агролісоводських систем регіону Сахель, оскільки контролює ерозію.

## Опис
Vitellaria paradoxa — дерево з товстою глибоко-тріщинистою грубою корою. Росте повільно. Висота до 20 м, стовбур може досягати метру в діаметрі. Деревина тверда, важка, темно-червоного кольору.
Крона густа, розгалужена. Дерево листопадне, але нове листя з'являється одразу після опадання старого. Листки жорсткі, шкірясті, еліптичні з суцільним краєм, ростуть пучками на кінцях гілок.
Квітне ароматними коричневими або кремовими квітами, які зібрані у суцвіття зонтиками. Запилюється комахами.
Визрівання плодів триває 4-6 місяців. Недозрілі плоди зеленого кольору, визріваючи, стають коричневими. Хоча традиційно плоди цього дерева називають горіхами, насправді це кістянки. Плоди округлої або подовженої форми, діаметром близько 3-6 см, на ніжках довжиною 1-3 см, на вигляд схожі на сливи. Складаються з тонкої їстівної м'якоті, яка оточує порівняно велику, багату на олію яйцеподібну насінину з тонкою шкаралупою. Вага насінини приблизно 3 грами.
Зазвичай дерево починає давати перші плоди у віці 10-15 років, найбільші врожаї — з віку 20-30 років. Може плодоносити до 200 років. У середньому збирають 15-20 кг свіжих плодів з дерева, з яких можна отримати 6-8 кг насіння. З 5 кг сухого насіння виходить 1 кг олії ши.

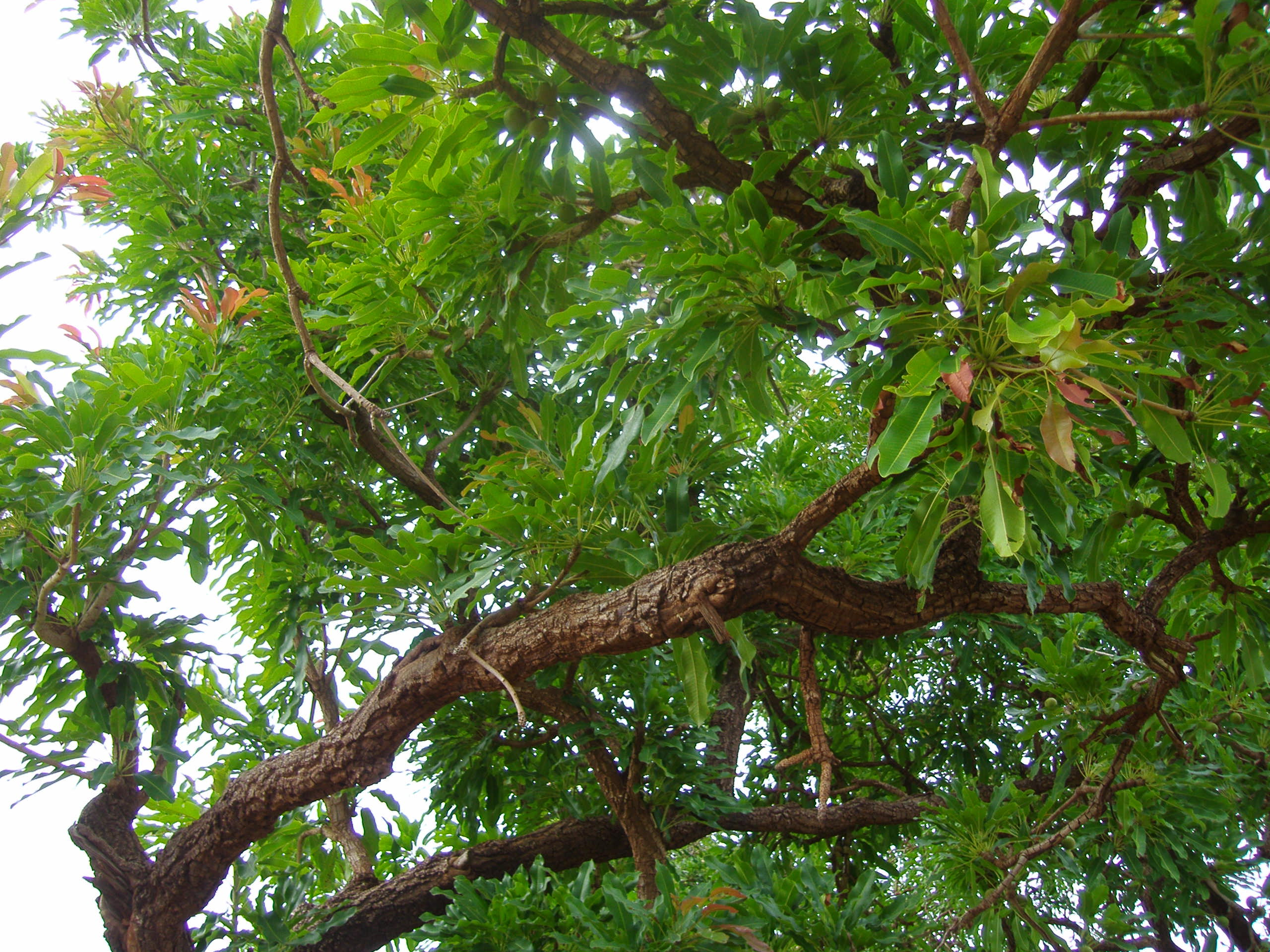
Листя
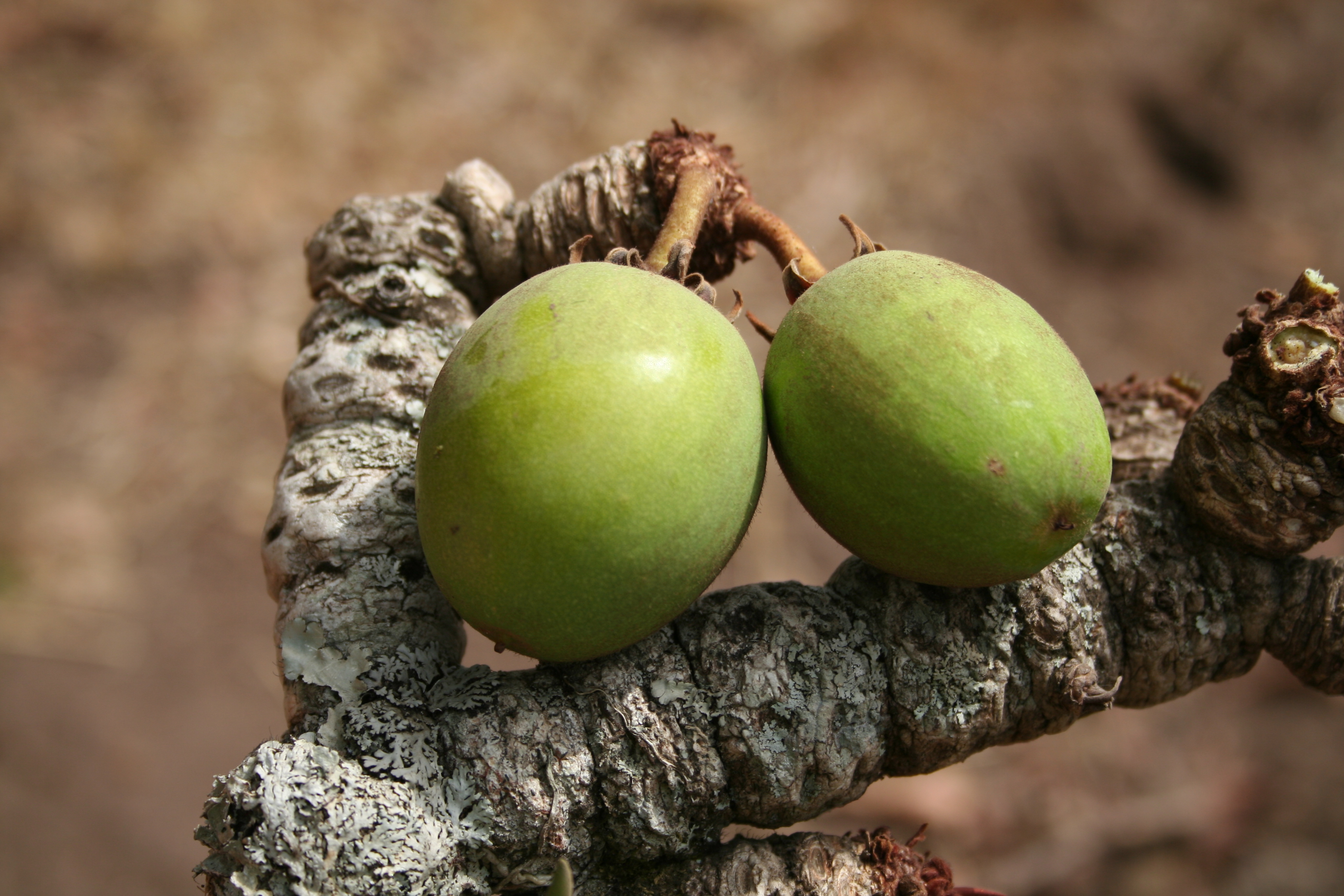
Недозрілі плоди
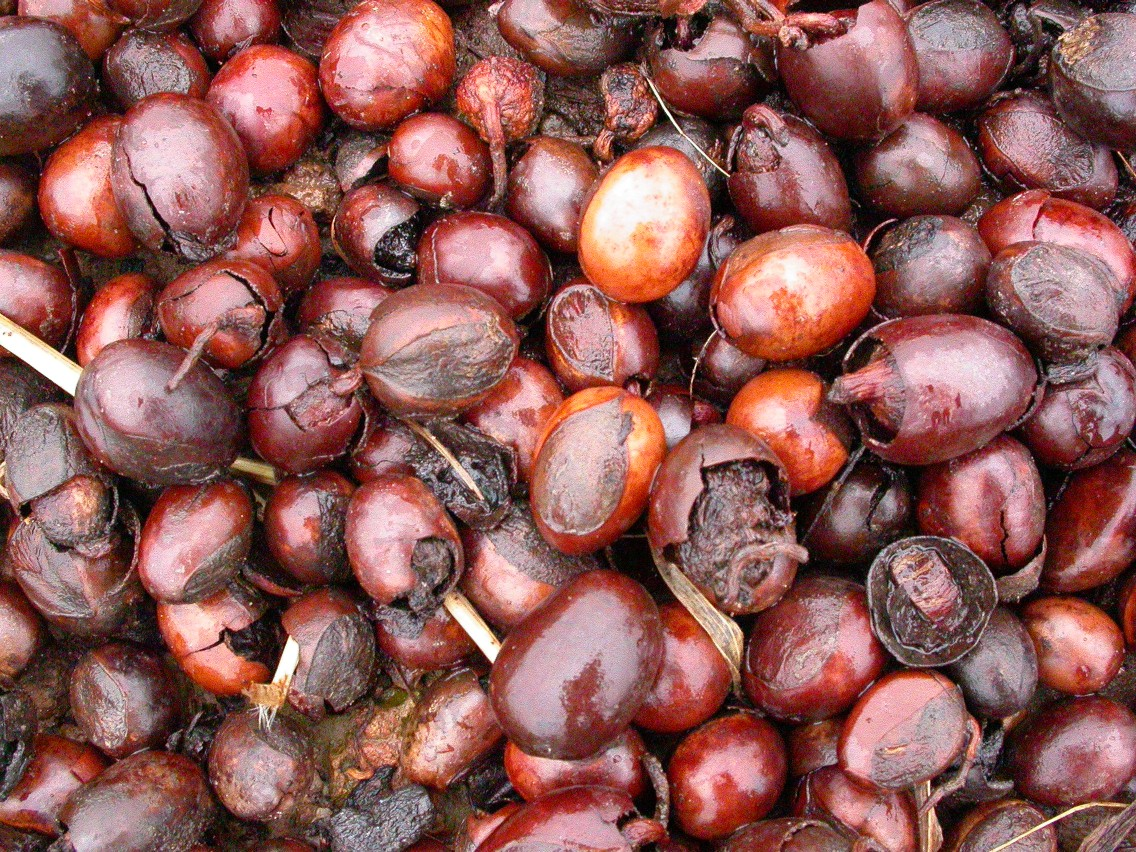
Плоди

## Використання

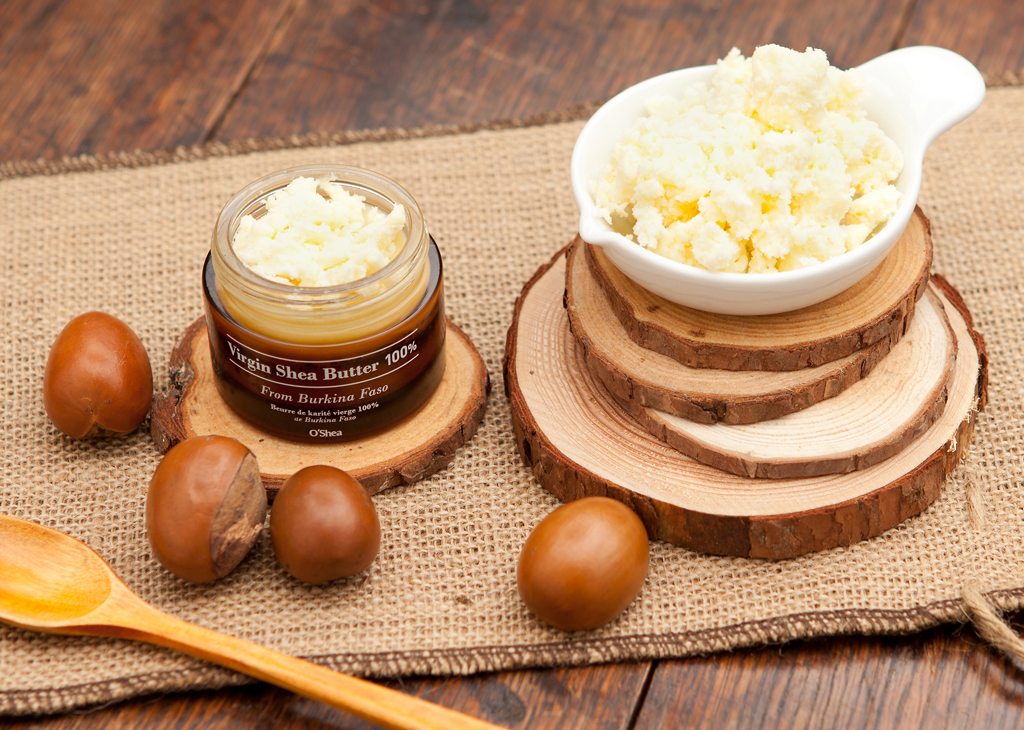
Олія ши

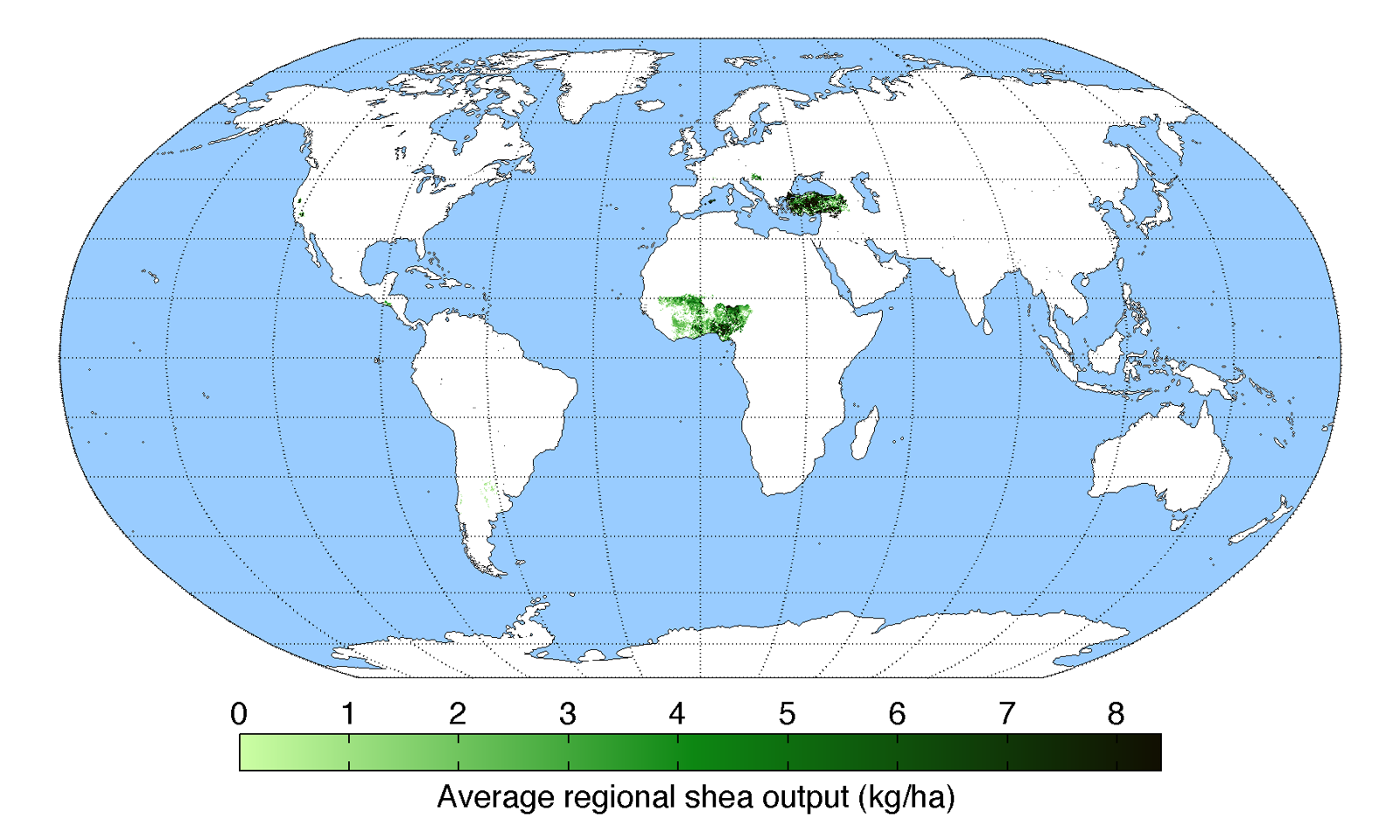
Світове виробництво ши

Плоди дерева ши — традиційна африканська їжа. Вони містять багато поживних речовин, завдяки чому допомагають багатьом племенам переживати періоди, коли іншої їжі бракує.
Деревина використовується африканцями для будівництва, оскільки вона не ушкоджується термітами, та для виробництва деревного вугілля.
Але основним застосуванням дерева ши є виробництво олії. Археологічні знахідки свідчать, що олія ши з плодів дерева виготовляли вже в 14 ст. В Африці олію ши вживають у їжу, використовують для укладання зачісок, виробництва свічок та для лікування ран, розтягу зв'язок, артриту, набряків, на Заході вона широко використовується у косметиці як емолієнт.
Олія ши складається з 5 основних жирних кислот: олеїнової, стеаринової, лінолевої, пальмітинової, арахінової. Від співвідношення в олії стеаринової та олеїнової кислот залежить, чи буде вона твердою чи рідкою при кімнатній температурі. Співвідношення цих кислот в олії сильно варіюється в залежності від місцевості, де росло дерево. Олія ши також багата на феноли, в першу чергу катехіни, які відомі своїми антиоксидантними властивостями. Вміст фенолів в олії залежить від способу екстрагування та умов, в яких вирощувалося дерево.

## Етимологія назви
Назва дерева ши походить з західноафриканської мови бамбара, в якій воно називається шиїрі або шицу. Також дерево широко відоме під назвою карите, яка походить від слова гаріті мови волоф.
За біологічною класифікацією Vitellaria paradoxa раніше відносили до роду Butyrospermum, що в перекладі означає «олійне насіння». Колишня назва виду parkii була дана на честь шотландського дослідника Мунго Парка, який описав рослину під час своєї подорожі до Сенегалу.
В різних африканських мовах Vitellaria paradoxa має багато різних назв.
| Мова      | Назва          | Значення         |
| --------- | -------------- | ---------------- |
| Кусаал    | Ta'ama         | горіхи ши        |
| Гонжа     | kakulugu       | дерево ши        |
| Хауса     | Kadanya        | дерево ши        |
| Дагбані   | tááŋ̀à          | дерево ши        |
| Чві       | ŋ̀kú            | олія ши          |
| Ігбо      | òkwùma         | олія ши          |
| Йоруба    | ori            | олія ши          |
| Нупе      | èkó            | олійний горіх ши |
| Обіро     | òkʷô           | дерево ши        |
| Коро Вачі | kɔ̃̀ɲɔ̃̀           | дерево ши        |
| Аке       | kìkyɔ̃̀          | дерево ши        |
| Тарок     | ìkíní          | дерево ши        |
| Джарава   | kólá           | дерево ши        |
| Бамбара   | ʃi             | ши               |
| Дагарі    | Chuuma         | горіхи ши        |
| Таленсі   | Ta-an          | дерево ши        |
| Фон       | Limou          |                  |
| Ані       | bushi burforno | олія ши          |
| Маргі     | Wur huma       | дерево ши        |
| Зарі      | Wangal         | ши               |
| Акан      | nkuto          | олія ши          |

## Синоніми
- Bassia parkii G.Don
- Butyrospermum mangifolium (Pierre[en] ex A.Chev.) A.Chev.
- Butyrospermum paradoxum (C.F.Gaertn.) Hepper
- Butyrospermum paradoxum subsp. parkii (G.Don) Hepper
- Butyrospermum parkii (G.Don) Kotschy
- Butyrospermum parkii var. mangifolium Pierre ex A.Chev.
- Butyrospermum parkii var. poissonii A.Chev.
- Butyrospermum poissonii (A.Chev.)
- Lucuma paradoxa (C.F.Gaertn.)
- Mimusops capitata Baker
- Mimusops pachyclada Baker